# アカハシコガモ
アカハシコガモ （赤嘴小鴨、学名：Anas capensis）は、カモ目カモ科に分類される鳥類の一種。

## 分布
アフリカ大陸サハラ砂漠以南の湿地帯。

## 形態
全長44-46cm。

## 生態
渡りをしない。